# KGM Rexton
KG Mobility Rexton (до 2023 року SsangYong Rexton) — повнопривідний позашляховик корейської компанії KG Mobility, що виготовляється з 2001 року.

## Перше покоління

### Rexton (2001—2012)

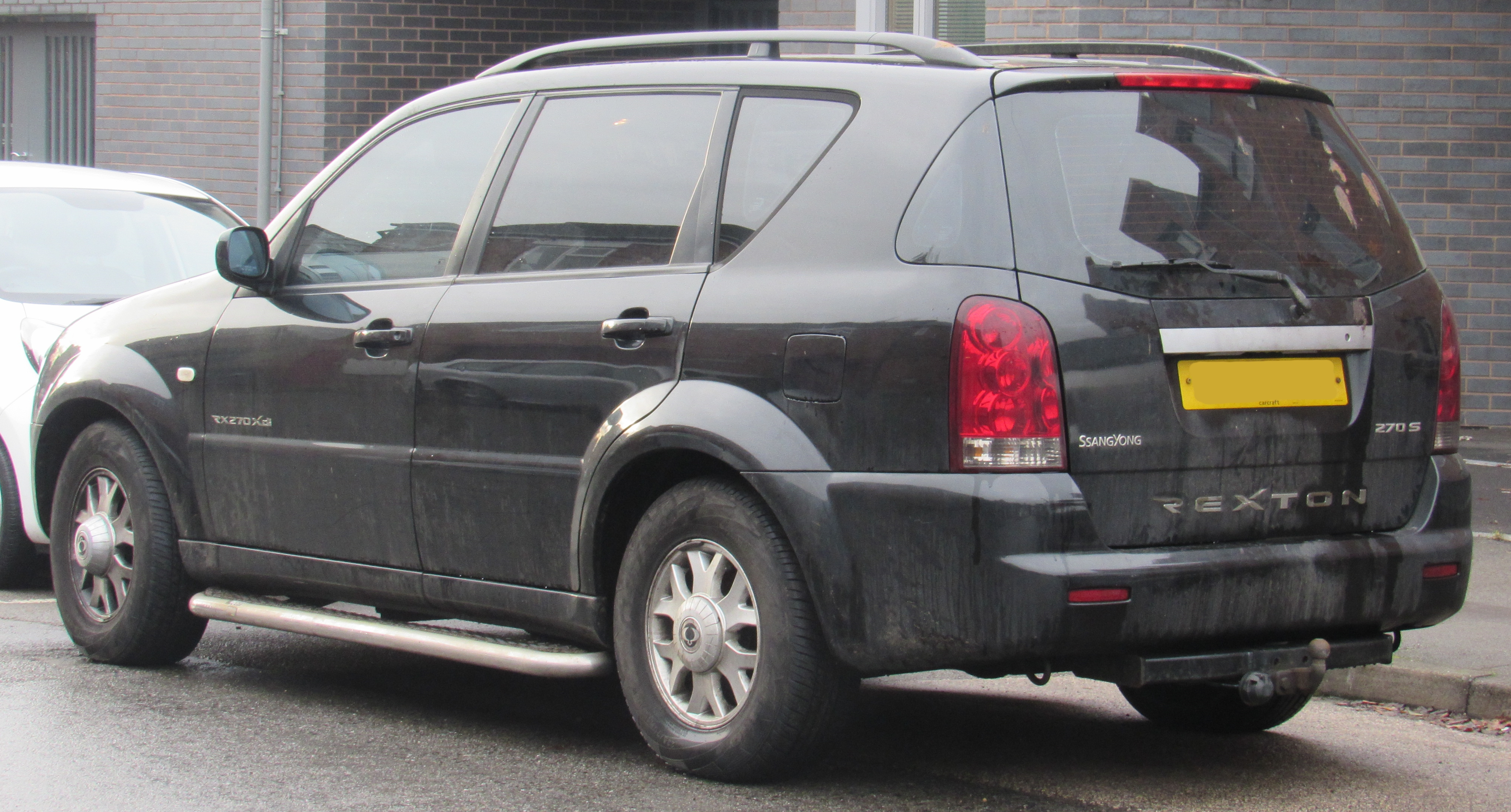
SsangYong Rexton (2001—2006)

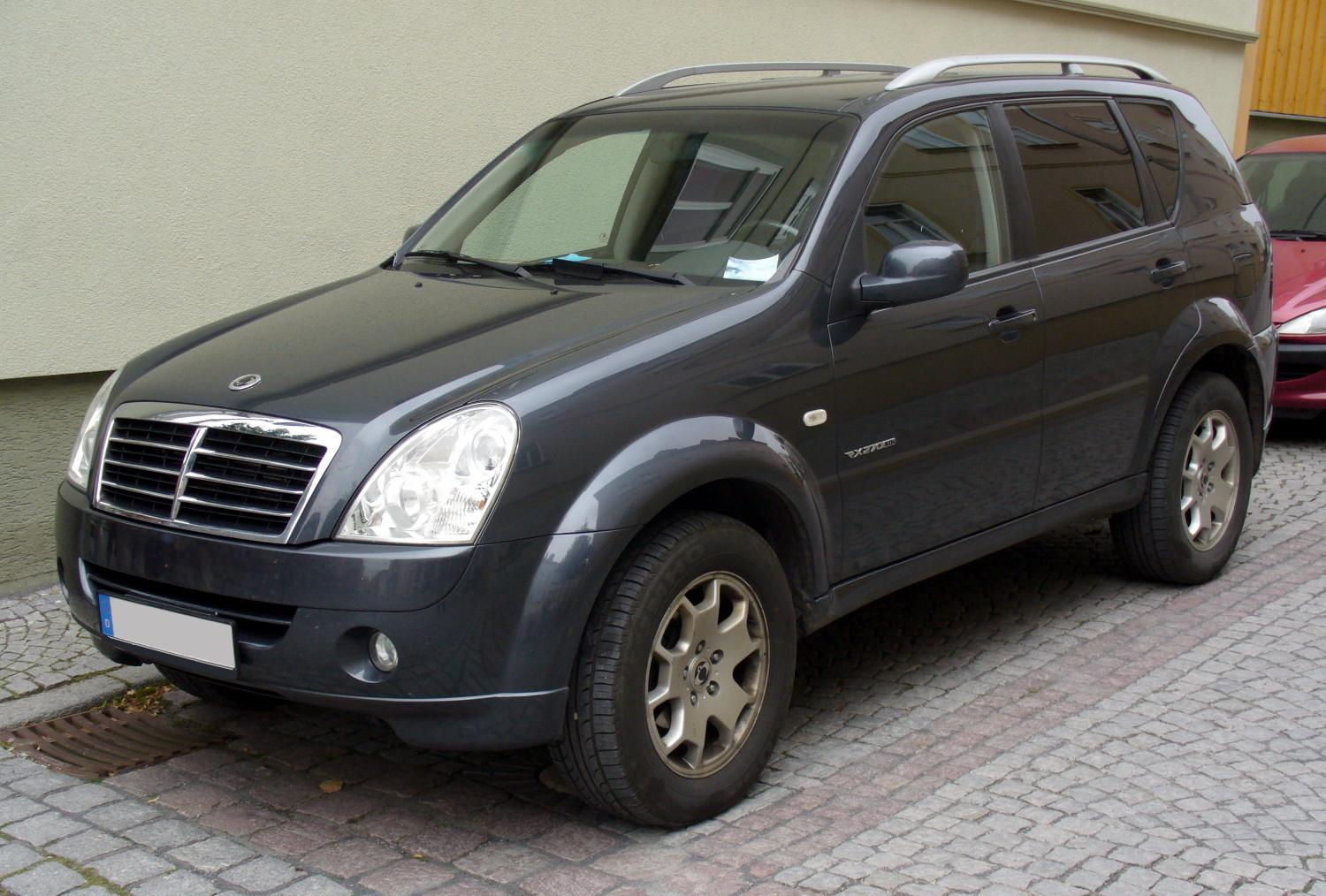
SsangYong Rexton (2006—2012)

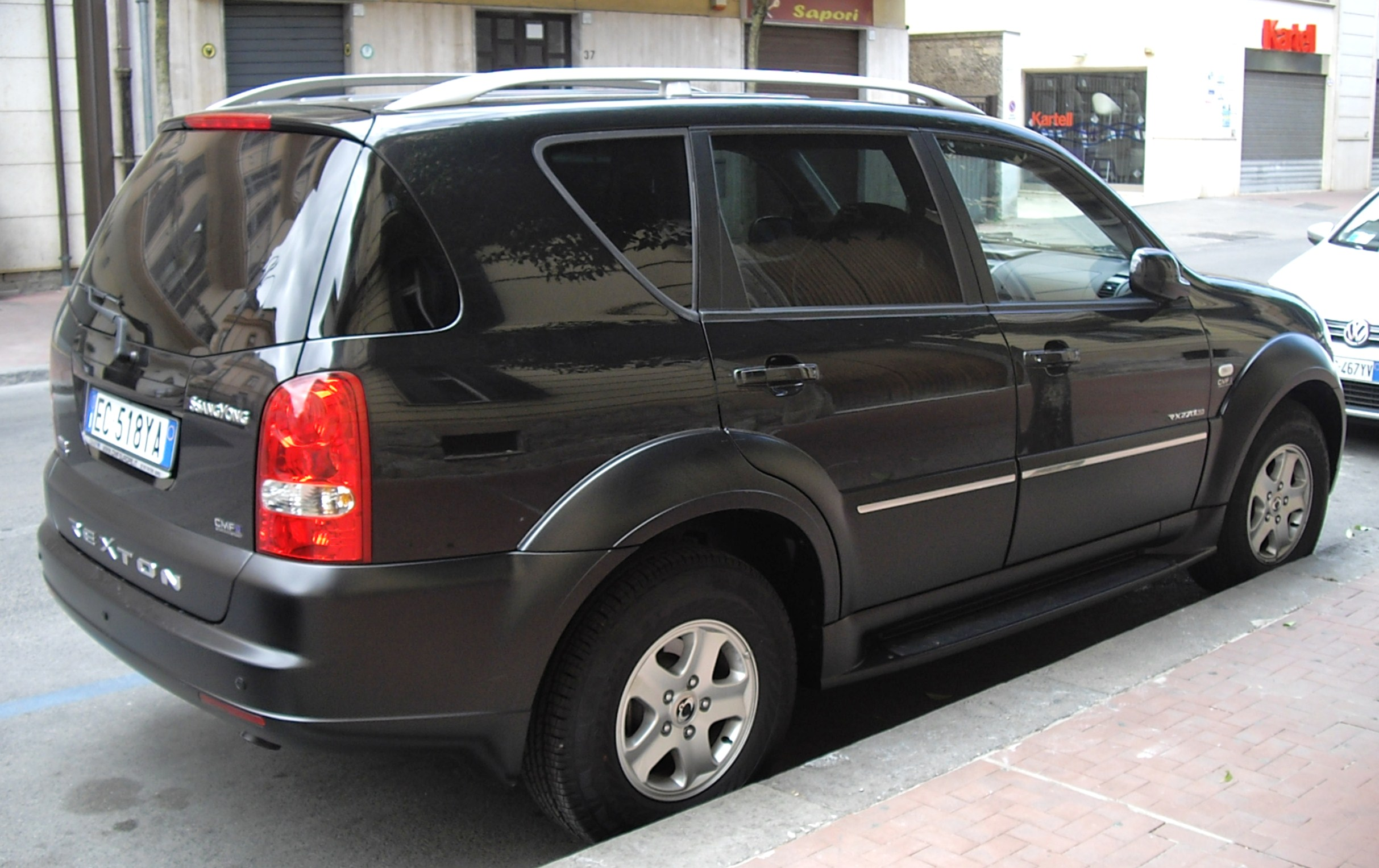
SsangYong Rexton (2006—2012)

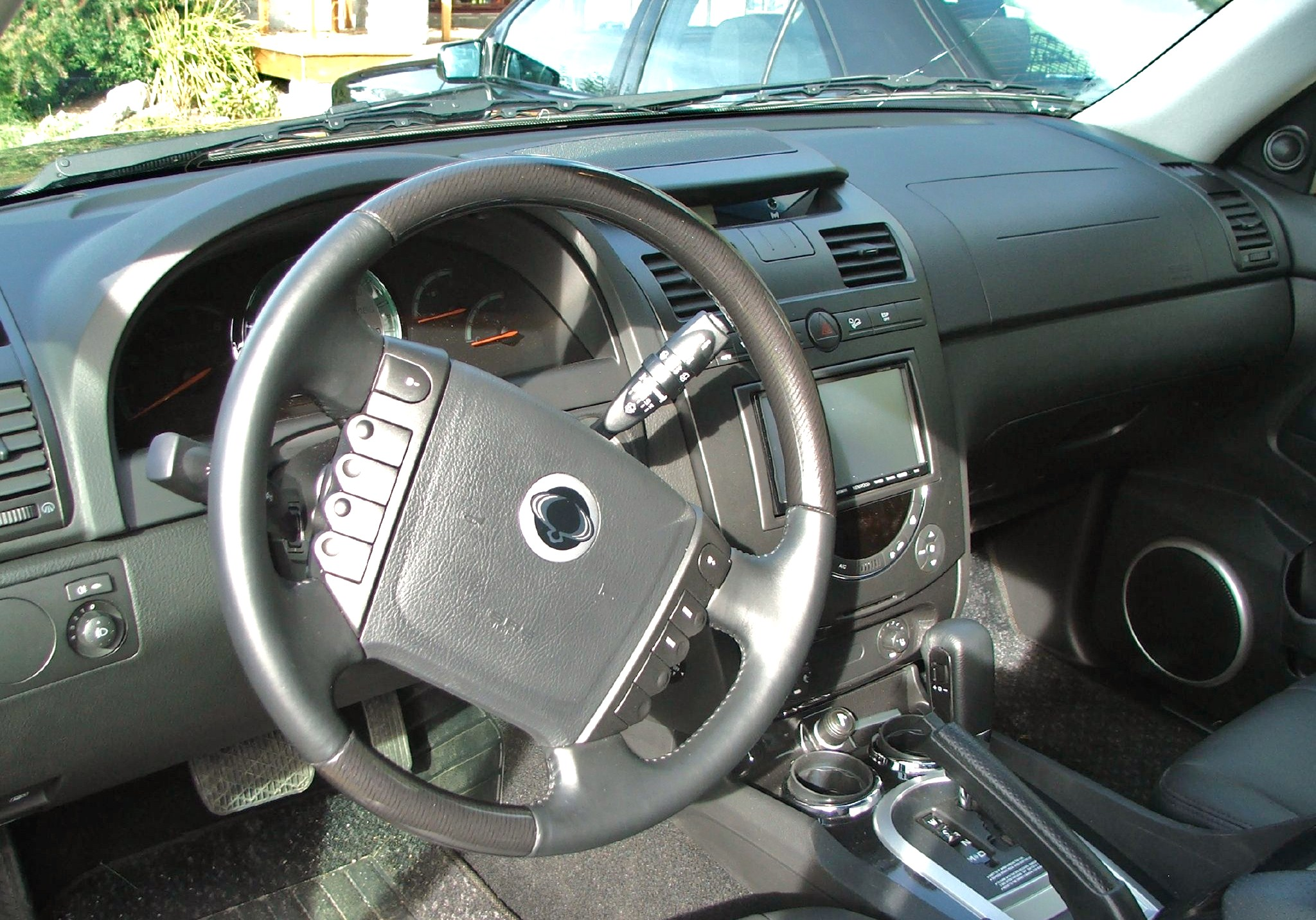
Салон SsangYong Rexton

Перший Rexton (код Y200) з'явився на світ влітку 2001 року з повним приводом і трьома ліцензованими моторами від Mercedes-Benz. Бензиновий 3.2 видавав 220 к.с., пара дизелів об'ємом 2,7 і 2,9 л мали по 164 і 120 сил відповідно. Поєднувалося все це господарство з п'ятиступінчастими «механікою» і «автоматом». Платформа зі східчастою рамою теж була від М-Класу (кузов W 163). Дизайн для Rexton розробляла італійська дизайнерська студія Italdesign. Система повного приводу від англійської компанії Borg Warner.
На європейський ринок Rexton потрапив влітку 2003 року.
Автомобіль оснащений потужною рамою лонжеронного типу, має постійний привід задніх коліс з примусово або автоматичним переднім мостом. Є понижена передача, довгохідна підвіска, порівняно малі звіси, електронна система ABD, система емітації блокування міжколісних диференціалів, система LSD (диференціал підвищеного тертя) дозволяє долати перешкоди, не побоюючись за здоров'я машини. Словом, Rexton однаково легко маневрує на міських вулицях і з успіхом долає повне бездоріжжя.
Модель заслужила визнання на зарубіжних ринках, тому через п'ять років з'явився наступник влітку 2006 року на європейському ринку з'явилися (в Південній Кореї 28 березня 2006 року) оновлений Rexton.
Хоча нова машина (індекс Y300) вважається другим поколінням, насправді це глибока модернізацією попередника.

#### Двигуни
Бензинові
- 2,3 л M111 Р4 150 к.с.
- 3,2 л M104 Р6 220 к.с.

Дизельні
- 2,9 л OM662 Р5 турбо 120 к.с.
- 2,7 л XDi Р5 турбо 161—176 к.с.
- 2,7 л XVT Р5 турбо 186—191 к.с.

### Rexton W (2012—2017)

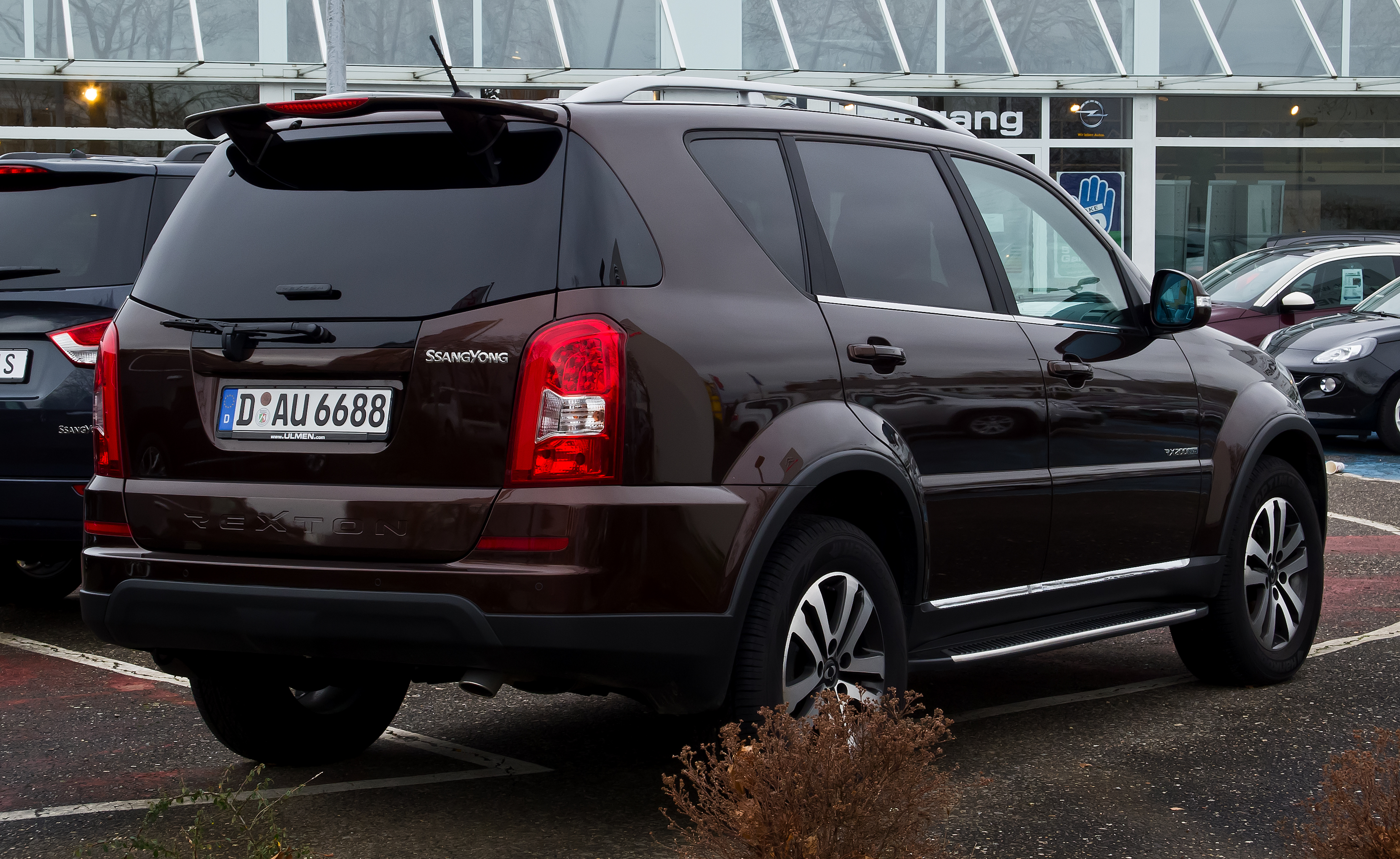
SsangYong Rexton ІІ (з 2012)

Влітку 2012 року, позашляховик був модернізований вдруге і став називатися Rexton W, інколи його помилково називають третім поколінням моделі. Поряд зі зміною зовнішнього виглядувсюдихід отримав новий дизель 2.2 л і коробку 7G-Tronic.
В 2015 році проведений рестайлінг моделі.
У базовій комплектації Санг Йонг Рекстон представлені: мультифункціональне рульове колесо з підсилювачем, литі диски, передні і задні паркувальні сенсори, функція підігріву сидінь, система клімат-контролю, система супутникової навігації, антиблокувальна гальмівна система, дві подушки безпеки, система контролю тяги, дистанційне керування замками, камера заднього виду, Bluetooth-з'єднання, система охоронної сигналізації. 

#### Двигуни
Бензинові
- 3,2 л M104 Р6 220 к.с.

Дизельні
- 2,7 л XDi Р5 турбо 161—176 к.с.
- 2,7 л XVT Р5 турбо 186—191 к.с.
- 2,0 л XDi Р4 турбо 155 к.с.
- 2,2 л XDi Р4 турбо 178 к.с.

## Друге покоління (з 2017)

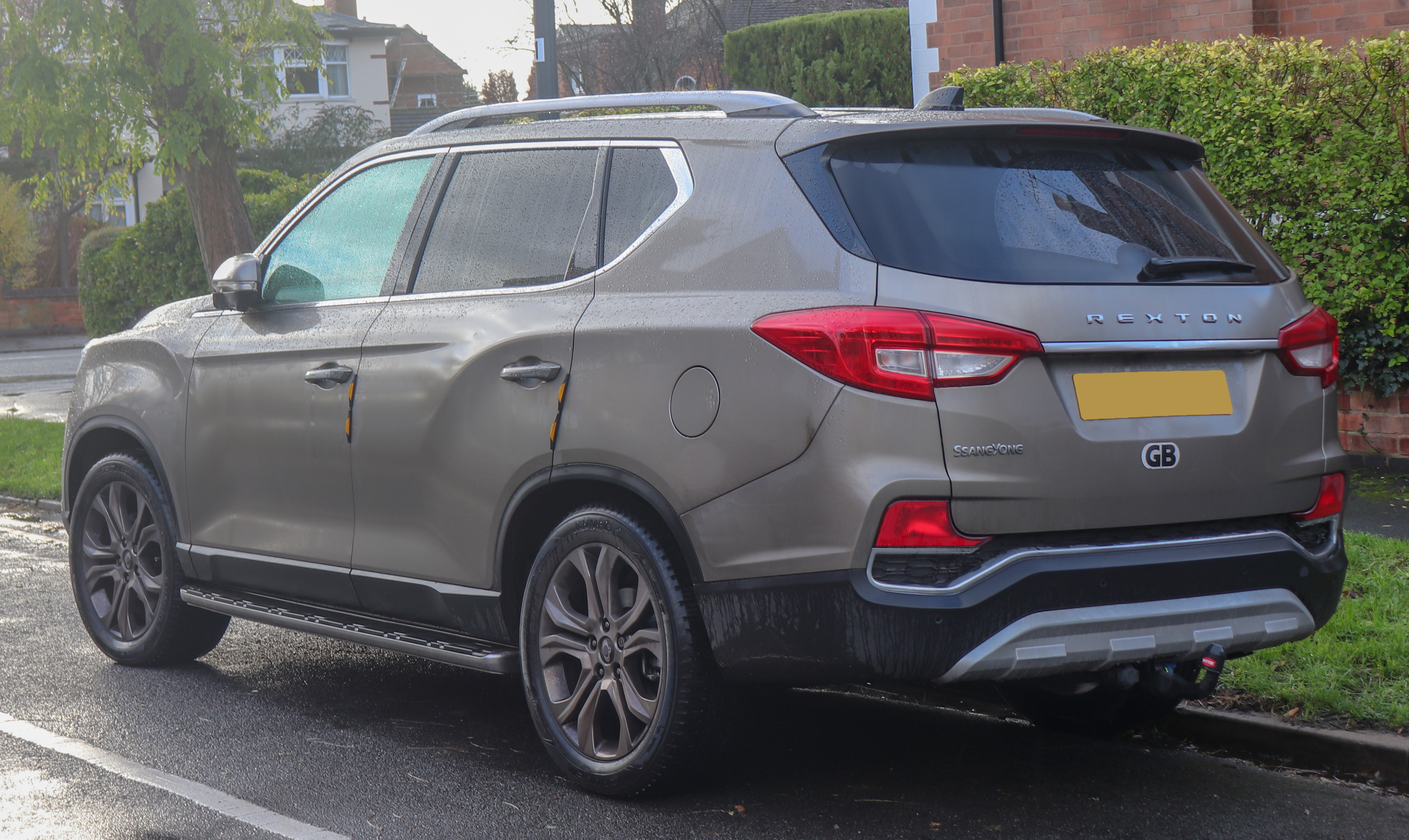
SsangYong Rexton G4

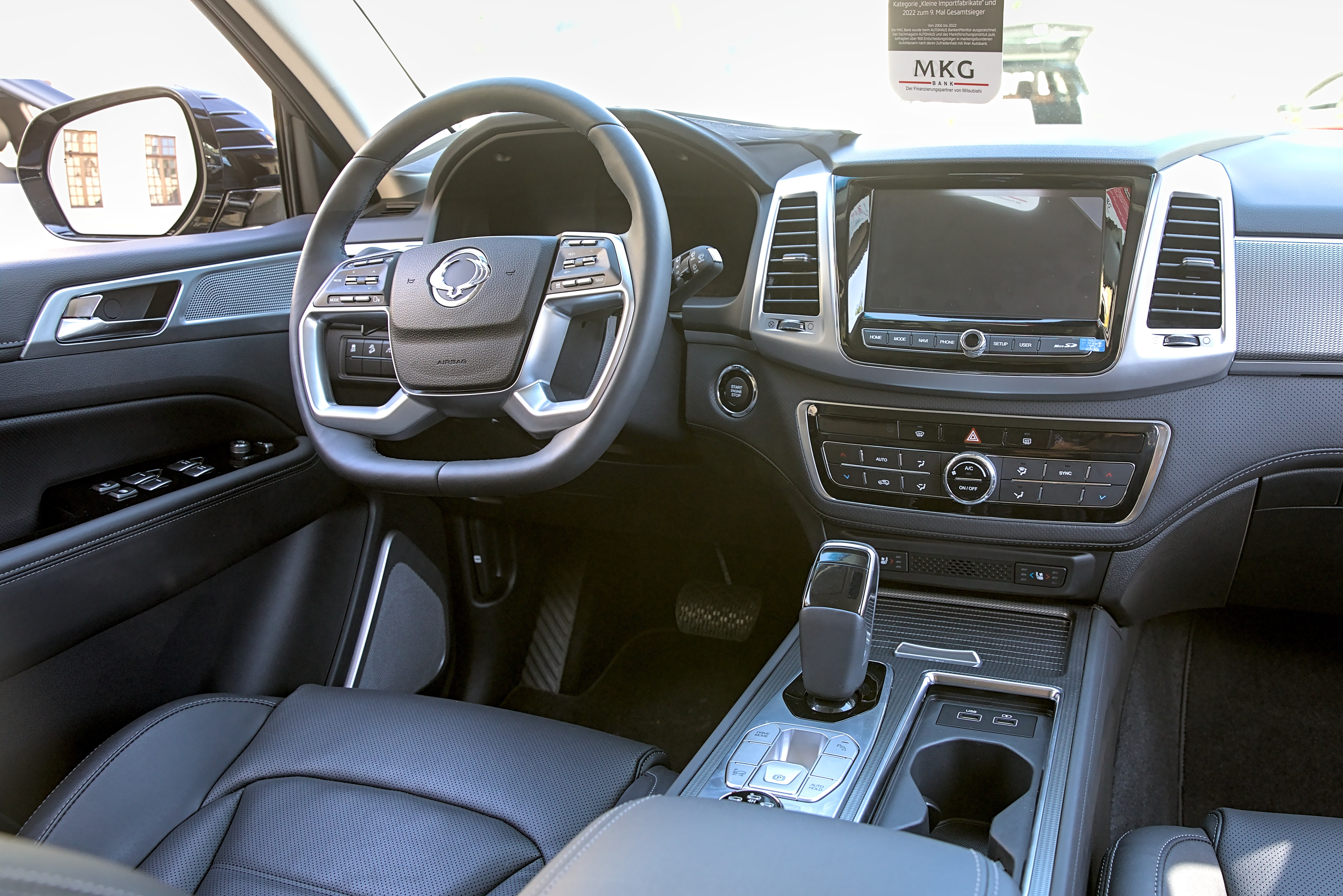

30 березня 2017 року в рамках Сеульського моторшоу дебютував SsangYong Rexton G4 (внутрішній індекс Y400). Rexton третього покоління отримав модернізовану раму Quad Frame сходового типу, передня підвіска на подвійних поперечних важелях, а ззаду багаторичажна. Силовий агрегат прикритий масивним захистом, а ззаду під днищем — місце під запасне колесо. Позашляховик оснащається заднім або повним приводом (Part-time) і двома турбомоторами: бензиновим 2.0 GDI (225 к.с., 350 Нм) та дизельним 2.2 e-XDI (181 к.с., 420 Нм). У початкових комплектаціях позашляховик пропонує шестиступінчасту МКПП і АКПП Aisin, в топі — коробку 7G-Tronic Mercedes-Benz.
Основними конкурентами Рекстона бачаться Toyota Fortuner, Toyota Land Cruiser Prado, Mitsubishi Pajero Sport і китайський Foton Sauvana, тільки у «корейця» ззаду незалежна підвіска замість нерозрізного моста.
В серпні 2017 року представили семимісний варіант.

### Оновлення 2020 року

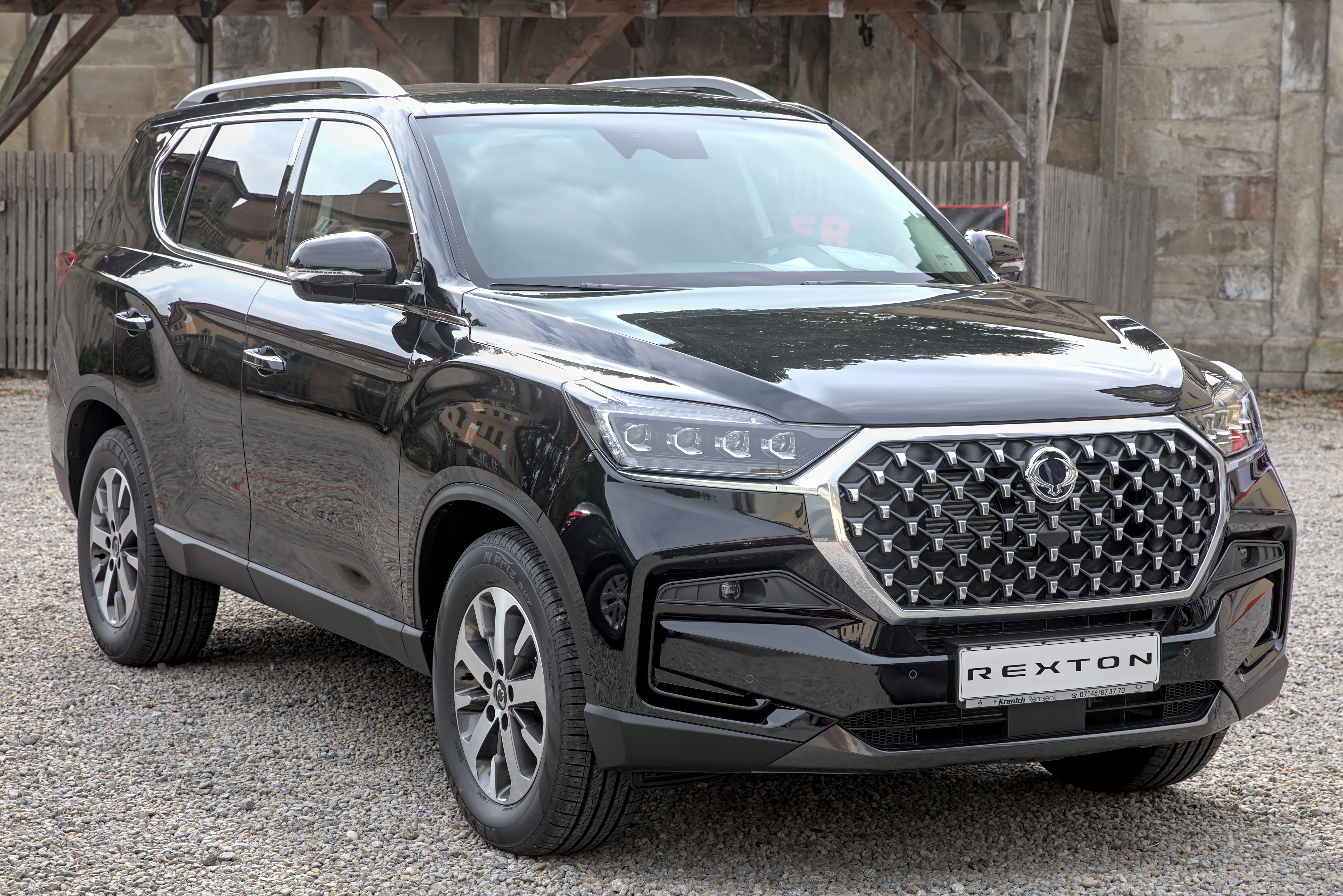
SsangYong Rexton Y450

У жовтні 2020 року було представлено оновлення для SsangYong Rexton (Y450). Друге оновлення призвело до збільшення радіаторної решітки, появи масивної хромована окантовки та зміни емблеми бренду. Модель отримала нові світлодіодні фари з Т-подібним малюнком (а-ля Volvo), інші бампери та задні ліхтарі.
В інтер'єр вписали віртуальну приладову панель діагоналлю 12,3 дюйма, оновлену мультимедійну систему з діагоналлю 9,2 дюйма й нове кермо. На тунелі замість важеля КПП тепер розташований джойстик.

### SsangYong Rexton Sports

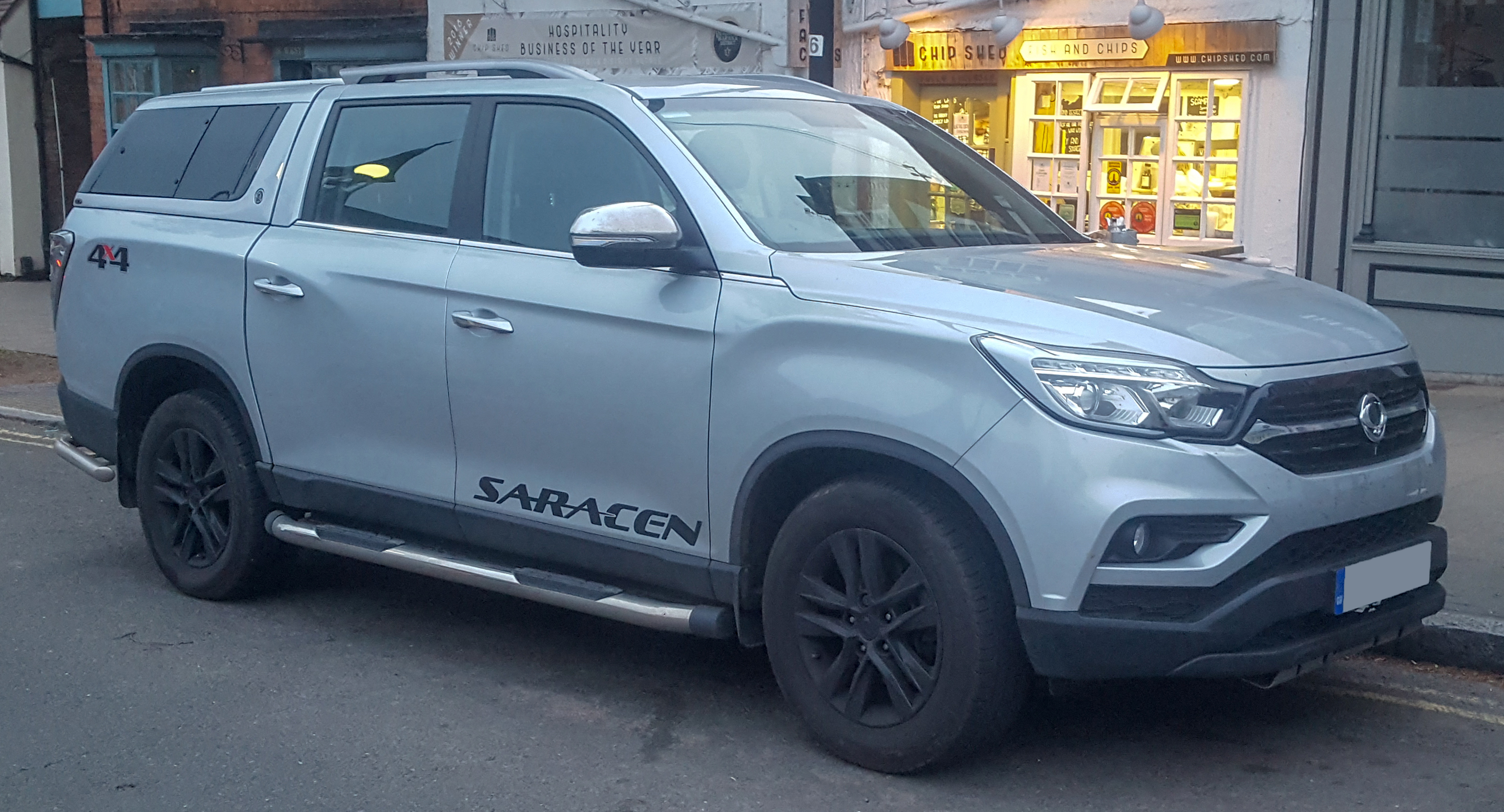
SsangYong Musso ІІ

В січні 2018 року в Південній Кореї презентовано пікап SsangYong Rexton Sports (в Європі відомий як SsangYong Musso ІІ), створений на базі Rexton G4, однак має задню залежну підвіску і нерозрізний міст. У пікапа колісна база більша на 235 мм (3100). Він в довший на 245 мм (5095) і вищий на 45 (1870 мм). Вся світлотехніка ззаду інша. Габарити вантажної платформи — 1300 на 1570 мм, висота бортів — 570 мм.

### Двигуни
- 2.0 e-XGDI 200T turbo GDI I4 (225 к.с., 350 Нм)
- 2.2 e-XDI 220 I4-T (181 к.с., 420 Нм)